# Stuivertje wisselen (organisatie)
In organisaties wordt de uitdrukking Stuivertje Wisselen (ook wel Boompje verwisselen genoemd) gebruikt als twee, soms veel meer, mensen van functie verwisselen. De functies in een directie kunnen bijvoorbeeld rouleren. De naam is afgeleid van het kinderspel Boompje verwisselen, al gaat de vergelijking niet helemaal op, aangezien van een "kikker" geen sprake hoeft te zijn; er zijn wellicht evenveel functies als er functionarissen bestaan.
Voor deze onderlinge functiewisseling wordt ook wel het woord stoelendans gebruikt. Ditmaal betreft het een verwijzing naar een spel dat ook door volwassenen wordt gespeeld, en ook nu bestaat het verschil daarin dat er geen overblijver hoeft te zijn, die afvalt.